# Premiul World Fantasy pentru cel mai bun roman
Premiul World Fantasy pentru cel mai bun roman este acordat din 1975 de World Fantasy Convention pentru cel mai bun roman fantasy de minim 40.000 de cuvinte și care a fost publicat anul anterior în limba engleză.

## Lista câștigătorilor și a nominalizărilor
În tabelul următor, anii corespund datei ceremoniei și nu când a fost publicat pentru prima dată romanul. În fiecare an, se face legătura cu „anul în științifico-fantastic” corespunzător. Romanele scrise pe un fundal albastru și cu un asterisc (*) lângă numele scriitorului au câștigat premiul; cele pe fundal alb sunt ceilalți candidați pe lista scurtă.
  *   Câștigători
| An   | Autor                  | Roman                                                | Editură / publicație                           | Ref.   |
| ---- | ---------------------- | ---------------------------------------------------- | ---------------------------------------------- | ------ |
| 1975 | Patricia A. McKillip*  | The Forgotten Beasts of Eld                          | Atheneum Books                                 | [ 8 ]  |
| 1975 | H. Warner Munn         | Merlin's Ring                                        | Ballantine Books                               | [ 8 ]  |
| 1975 | Poul Anderson          | A Midsummer Tempest                                  | Doubleday                                      | [ 8 ]  |
| 1976 | Richard Matheson*      | Bid Time Return                                      | Viking Press                                   | [ 9 ]  |
| 1976 | Stephen King           | Salem's Lot                                          | Doubleday                                      | [ 9 ]  |
| 1977 | William Kotzwinkle*    | Doctor Rat                                           | Alfred A. Knopf                                | [ 10 ] |
| 1977 | John Steinbeck         | The Acts of King Arthur and His Noble Knights        | Farrar, Straus and Giroux                      | [ 10 ] |
| 1977 | Karl Edward Wagner     | Dark Crusade                                         | Warner                                         | [ 10 ] |
| 1977 | Ramsey Campbell        | The Doll Who Ate His Mother                          | Bobbs-Merrill Company                          | [ 10 ] |
| 1977 | Gordon R. Dickson      | The Dragon and the George                            | Ballantine Books                               | [ 10 ] |
| 1977 | Michael Moorcock       | The Sailor on the Seas of Fate                       | Quartet, DAW Books                             | [ 10 ] |
| 1978 | Fritz Leiber*          | Our Lady of Darkness                                 | Berkley Books                                  | [ 11 ] |
| 1978 | Stephen R. Donaldson   | The Chronicles of Thomas Covenant, the Unbeliever    | Holt, Rinehart & Winston                       | [ 11 ] |
| 1978 | Charles L. Grant       | The Hour of the Oxrun Dead                           | Doubleday                                      | [ 11 ] |
| 1979 | Michael Moorcock*      | Gloriana                                             | Avon Publications                              | [ 12 ] |
| 1979 | Les Daniels            | The Black Castle                                     | Charles Scribner's Sons                        | [ 12 ] |
| 1979 | Tanith Lee             | Night's Master                                       | DAW Books                                      | [ 12 ] |
| 1979 | Charles L. Grant       | The Sound of Midnight                                | Doubleday                                      | [ 12 ] |
| 1979 | Stephen King           | The Stand                                            | Doubleday                                      | [ 12 ] |
| 1980 | Elizabeth A. Lynn*     | Watchtower                                           | Berkley Books                                  | [ 13 ] |
| 1980 | Elizabeth A. Lynn      | The Dancers of Arun                                  | Berkley Books                                  | [ 13 ] |
| 1980 | Patricia Wrightson     | The Dark Bright Water                                | Atheneum Books                                 | [ 13 ] |
| 1980 | Patricia A. McKillip   | Harpist in the Wind                                  | Atheneum Books                                 | [ 13 ] |
| 1980 | Charles L. Grant       | The Last Call of Mourning                            | Doubleday                                      | [ 13 ] |
| 1980 | Chelsea Quinn Yarbro   | The Palace                                           | St. Martin's Press                             | [ 13 ] |
| 1981 | Gene Wolfe*            | The Shadow of the Torturer                           | Simon & Schuster                               | [ 14 ] |
| 1981 | Chelsea Quinn Yarbro   | Ariosto                                              | Pocket Books                                   | [ 14 ] |
| 1981 | Parke Godwin           | Firelord                                             | Doubleday                                      | [ 14 ] |
| 1981 | Stephen King           | The Mist                                             | Dark Forces (Viking Press)                     | [ 14 ] |
| 1981 | Peter Straub           | Shadowland                                           | Coward, McCann & Geoghegan                     | [ 14 ] |
| 1982 | John Crowley*          | Little, Big                                          | Bantam Books                                   | [ 15 ] |
| 1982 | Gene Wolfe             | The Claw of the Conciliator                          | Timescape                                      | [ 15 ] |
| 1982 | Ramsey Campbell        | The Nameless                                         | Macmillan Publishers                           | [ 15 ] |
| 1982 | Michael Moorcock       | The War Hound and the World's Pain                   | Timescape                                      | [ 15 ] |
| 1982 | D. M. Thomas           | The White Hotel                                      | Viking Press                                   | [ 15 ] |
| 1983 | Michael Shea*          | Nifft the Lean                                       | DAW Books                                      | [ 16 ] |
| 1983 | George R. R. Martin    | Fevre Dream                                          | Poseidon Press                                 | [ 16 ] |
| 1983 | Charles L. Grant       | The Nestling                                         | Pocket Books                                   | [ 16 ] |
| 1983 | Thomas Tessier         | Phantom                                              | Atheneum Books                                 | [ 16 ] |
| 1983 | Gene Wolfe             | The Sword of the Lictor                              | Timescape                                      | [ 16 ] |
| 1984 | John M. Ford*          | The Dragon Waiting                                   | Timescape                                      | [ 17 ] |
| 1984 | George R. R. Martin    | The Armageddon Rag                                   | Poseidon Press                                 | [ 17 ] |
| 1984 | Jack Vance             | Lyonesse                                             | Berkley Books                                  | [ 17 ] |
| 1984 | Stephen King           | Pet Sematary                                         | Doubleday                                      | [ 17 ] |
| 1984 | R. A. MacAvoy          | Tea with the Black Dragon                            | Bantam Books                                   | [ 17 ] |
| 1984 | Manuel Mujica Láinez   | The Wandering Unicorn                                | Taplinger                                      | [ 17 ] |
| 1985 | Barry Hughart*         | Bridge of Birds                                      | St. Martin's Press                             | [ 18 ] |
| 1985 | Robert Holdstock*      | Mythago Wood                                         | Victor Gollancz                                | [ 18 ] |
| 1985 | Diana Wynne Jones      | Archer's Goon                                        | Methuen Publishing                             | [ 18 ] |
| 1985 | T. E. D. Klein         | The Ceremonies                                       | Viking Press                                   | [ 18 ] |
| 1985 | Stephen King           | The Talisman                                         | Viking Press                                   | [ 18 ] |
| 1985 | Peter Straub           | The Talisman                                         | Viking Press                                   | [ 18 ] |
| 1986 | Dan Simmons*           | Song of Kali                                         | Bluejay Books                                  | [ 19 ] |
| 1986 | Clive Barker           | The Damnation Game                                   | Weidenfeld & Nicolson                          | [ 19 ] |
| 1986 | Lisa Goldstein         | The Dream Years                                      | Bantam Spectra                                 | [ 19 ] |
| 1986 | Peter Carey            | Illywhacker                                          | Harper & Row                                   | [ 19 ] |
| 1986 | Anne Rice              | The Vampire Lestat                                   | Alfred A. Knopf                                | [ 19 ] |
| 1986 | Paul Hazel             | Winterking                                           | Atlantic Monthly Press                         | [ 19 ] |
| 1987 | Patrick Süskind*       | Perfume                                              | Alfred A. Knopf                                | [ 20 ] |
| 1987 | Stephen King           | It                                                   | Viking Press                                   | [ 20 ] |
| 1987 | Charles L. Grant       | The Pet                                              | Tor Books                                      | [ 20 ] |
| 1987 | Gene Wolfe             | Soldier of the Mist                                  | Tor Books                                      | [ 20 ] |
| 1987 | Dean Koontz            | Strangers                                            | Putnam Publishing Group                        | [ 20 ] |
| 1987 | Terry Bisson           | Talking Man                                          | Arbor House                                    | [ 20 ] |
| 1987 | Margaret Mahy          | The Tricksters                                       | J. M. Dent & Sons                              | [ 20 ] |
| 1988 | Ken Grimwood*          | Replay                                               | Arbor House                                    | [ 21 ] |
| 1988 | John Crowley           | Ægypt                                                | Bantam Spectra                                 | [ 21 ] |
| 1988 | Stephen King           | Misery                                               | Viking Press                                   | [ 21 ] |
| 1988 | Tim Powers             | On Stranger Tides                                    | Ace Books                                      | [ 21 ] |
| 1988 | Orson Scott Card       | Seventh Son                                          | Tor Books                                      | [ 21 ] |
| 1988 | Robert R. McCammon     | Swan Song                                            | Pocket Books                                   | [ 21 ] |
| 1988 | Clive Barker           | Weaveworld                                           | Poseidon Press, William Collins, Sons          | [ 21 ] |
| 1989 | Peter Straub*          | Koko                                                 | E. P. Dutton, Viking Press                     | [ 22 ] |
| 1989 | Joe R. Lansdale        | The Drive-In                                         | Bantam Spectra                                 | [ 22 ] |
| 1989 | Robert Cormier         | Fade                                                 | Victor Gollancz, Delacorte Press               | [ 22 ] |
| 1989 | James Blaylock         | The Last Coin                                        | Mark V. Ziesing, Ace Books                     | [ 22 ] |
| 1989 | Thomas Harris          | The Silence of the Lambs                             | St. Martin's Press                             | [ 22 ] |
| 1989 | Jonathan Carroll       | Sleeping in Flame                                    | Legend, Doubleday                              | [ 22 ] |
| 1990 | Jack Vance*            | Madouc                                               | Underwood–Miller                               | [ 23 ] |
| 1990 | Dan Simmons            | Carrion Comfort                                      | Dark Harvest                                   | [ 23 ] |
| 1990 | Jonathan Carroll       | A Child Across the Sky                               | Legend, Century                                | [ 23 ] |
| 1990 | Charles L. Grant       | In a Dark Dream                                      | Tor Books                                      | [ 23 ] |
| 1990 | Gene Wolfe             | Soldier of Arete                                     | Tor Books                                      | [ 23 ] |
| 1990 | Tim Powers             | The Stress of Her Regard                             | Ace Books                                      | [ 23 ] |
| 1991 | James K. Morrow*       | Only Begotten Daughter                               | William Morrow and Company                     | [ 24 ] |
| 1991 | Ellen Kushner*         | Thomas the Rhymer                                    | William Morrow and Company                     | [ 24 ] |
| 1991 | Terry Pratchett        | Good Omens                                           | Victor Gollancz, Workman Publishing Company    | [ 24 ] |
| 1991 | Neil Gaiman            | Good Omens                                           | Victor Gollancz, Workman Publishing Company    | [ 24 ] |
| 1991 | Valerie Martin         | Mary Reilly                                          | Doubleday                                      | [ 24 ] |
| 1991 | Guy Gavriel Kay        | Tigana                                               | Viking Press                                   | [ 24 ] |
| 1992 | Robert R. McCammon*    | Boy's Life                                           | Pocket Books                                   | [ 25 ] |
| 1992 | Emma Bull              | Bone Dance                                           | Ace Books                                      | [ 25 ] |
| 1992 | A. A. Attanasio        | Hunting the Ghost Dancer                             | HarperCollins                                  | [ 25 ] |
| 1992 | Charles de Lint        | The Little Country                                   | William Morrow and Company                     | [ 25 ] |
| 1992 | Jonathan Carroll       | Outside the Dog Museum                               | Macdonald                                      | [ 25 ] |
| 1992 | James Blaylock         | The Paper Grail                                      | Ace Books                                      | [ 25 ] |
| 1993 | Tim Powers*            | Last Call                                            | William Morrow and Company                     | [ 26 ] |
| 1993 | Kim Newman             | Anno Dracula                                         | Simon & Schuster, Carroll & Graf Publishers    | [ 26 ] |
| 1993 | Jane Yolen             | Briar Rose                                           | Tor Books                                      | [ 26 ] |
| 1993 | Steve Szilagyi         | Photographing Fairies                                | Ballantine Books                               | [ 26 ] |
| 1993 | Geoff Ryman            | Was                                                  | HarperCollins, Alfred A. Knopf                 | [ 26 ] |
| 1994 | Lewis Shiner*          | Glimpses                                             | William Morrow and Company                     | [ 27 ] |
| 1994 | Poppy Z. Brite         | Drawing Blood                                        | Delacorte Abyss                                | [ 27 ] |
| 1994 | Peter S. Beagle        | The Innkeeper's Song                                 | Roc Books                                      | [ 27 ] |
| 1994 | Michael Swanwick       | The Iron Dragon's Daughter                           | Millennium, Morrow AvoNova                     | [ 27 ] |
| 1994 | Judith Tarr            | Lord of the Two Lands                                | Tor Books                                      | [ 27 ] |
| 1994 | Kathe Koja             | Skin                                                 | Delacorte Abyss                                | [ 27 ] |
| 1994 | Peter Straub           | The Throat                                           | E. P. Dutton, Borderlands Press                | [ 27 ] |
| 1995 | James K. Morrow*       | Towing Jehovah                                       | Harcourt Brace                                 | [ 28 ] |
| 1995 | Michael Bishop         | Brittle Innings                                      | Bantam Books                                   | [ 28 ] |
| 1995 | Brooke Stevens         | The Circus of the Earth and the Air                  | Harcourt Brace                                 | [ 28 ] |
| 1995 | Jonathan Carroll       | From the Teeth of Angels                             | HarperCollins, Doubleday                       | [ 28 ] |
| 1995 | John Crowley           | Love & Sleep                                         | Bantam Books                                   | [ 28 ] |
| 1995 | Elizabeth Hand         | Waking the Moon                                      | HarperCollins, HarperPrism                     | [ 28 ] |
| 1996 | Christopher Priest*    | The Prestige                                         | Touchstone Books                               | [ 29 ] |
| 1996 | James Blaylock         | All the Bells on Earth                               | Ace Books                                      | [ 29 ] |
| 1996 | Tim Powers             | Expiration Date                                      | HarperCollins, Tor Books                       | [ 29 ] |
| 1996 | Vikram Chandra         | Red Earth and Pouring Rain                           | Little, Brown and Company                      | [ 29 ] |
| 1996 | Graham Joyce           | Requiem                                              | Michael Joseph, Signet Creed                   | [ 29 ] |
| 1996 | Nina Kiriki Hoffman    | The Silent Strength of Stones                        | AvoNova                                        | [ 29 ] |
| 1997 | Rachel Pollack*        | Godmother Night                                      | St. Martin's Press                             | [ 30 ] |
| 1997 | Marc Laidlaw           | The 37th Mandala                                     | St. Martin's Press                             | [ 30 ] |
| 1997 | William Kotzwinkle     | The Bear Went Over the Mountain                      | Doubleday                                      | [ 30 ] |
| 1997 | Mark Sumner            | Devil's Tower                                        | Del Rey Books                                  | [ 30 ] |
| 1997 | George R. R. Martin    | A Game of Thrones                                    | HarperCollins Voyager, Bantam Spectra          | [ 30 ] |
| 1997 | Melanie Rawn           | The Golden Key                                       | DAW Books                                      | [ 30 ] |
| 1997 | Jennifer Roberson      | The Golden Key                                       | DAW Books                                      | [ 30 ] |
| 1997 | Kate Elliott           | The Golden Key                                       | DAW Books                                      | [ 30 ] |
| 1997 | Terence M. Green       | Shadow of Ashland                                    | Forge Books                                    | [ 30 ] |
| 1998 | Jeffrey Ford*          | The Physiognomy                                      | Avon Publications                              | [ 31 ] |
| 1998 | Harvey Jacobs          | American Goliath                                     | St. Martin's Press                             | [ 31 ] |
| 1998 | Arturo Pérez-Reverte   | The Club Dumas (nomination withdrawn)                | Harcourt Brace                                 | [ 31 ] |
| 1998 | Eric Nylund            | Dry Water                                            | Avon Publications                              | [ 31 ] |
| 1998 | Patrick O'Leary        | The Gift                                             | Tor Books                                      | [ 31 ] |
| 1998 | Charles de Lint        | Trader                                               | Tor Books                                      | [ 31 ] |
| 1999 | Louise Erdrich*        | The Antelope Wife                                    | HarperFlamingo                                 | [ 32 ] |
| 1999 | Thomas Sullivan        | The Martyring                                        | Forge Books                                    | [ 32 ] |
| 1999 | Sean Stewart           | Mockingbird                                          | Ace Books                                      | [ 32 ] |
| 1999 | Guy Gavriel Kay        | Sailing to Sarantium                                 | Earthlight, Viking Press                       | [ 32 ] |
| 1999 | Charles de Lint        | Someplace to Be Flying                               | Tor Books                                      | [ 32 ] |
| 2000 | Martin Scott*          | Thraxas                                              | Orbit Books                                    | [ 33 ] |
| 2000 | Steven Erikson         | Gardens of the Moon                                  | Bantam Books                                   | [ 33 ] |
| 2000 | James Blaylock         | The Rainy Season                                     | Ace Books                                      | [ 33 ] |
| 2000 | Nina Kiriki Hoffman    | A Red Heart of Memories                              | Ace Books                                      | [ 33 ] |
| 2000 | Peter S. Beagle        | Tamsin                                               | Roc Books                                      | [ 33 ] |
| 2000 | Terence M. Green       | A Witness to Life                                    | Forge Books                                    | [ 33 ] |
| 2001 | Tim Powers*            | Declare                                              | Subterranean Press, William Morrow and Company | [ 34 ] |
| 2001 | Sean Stewart*          | Galveston                                            | Ace Books                                      | [ 34 ] |
| 2001 | Philip Pullman         | The Amber Spyglass                                   | Scholastic, Alfred A. Knopf                    | [ 34 ] |
| 2001 | Paula Volsky           | The Grand Ellipse                                    | Bantam Spectra                                 | [ 34 ] |
| 2001 | Guy Gavriel Kay        | Lord of Emperors                                     | Viking Press, HarperPrism                      | [ 34 ] |
| 2001 | China Miéville         | Perdido Street Station                               | Macmillan Publishers, Del Rey Books            | [ 34 ] |
| 2002 | Ursula K. Le Guin*     | The Other Wind                                       | Harcourt                                       | [ 35 ] |
| 2002 | Neil Gaiman            | American Gods                                        | William Morrow and Company                     | [ 35 ] |
| 2002 | Jay Russell            | Brown Harvest                                        | Four Walls Eight Windows                       | [ 35 ] |
| 2002 | Lois McMaster Bujold   | The Curse of Chalion                                 | Eos                                            | [ 35 ] |
| 2002 | Ray Bradbury           | From the Dust Returned                               | William Morrow and Company                     | [ 35 ] |
| 2002 | Charles de Lint        | The Onion Girl                                       | Tor Books                                      | [ 35 ] |
| 2002 | Jonathan Carroll       | The Wooden Sea                                       | Tor Books                                      | [ 35 ] |
| 2003 | Graham Joyce*          | The Facts of Life                                    | Victor Gollancz                                | [ 36 ] |
| 2003 | Patricia A. McKillip*  | Ombria in Shadow                                     | Ace Books                                      | [ 36 ] |
| 2003 | Gregory Frost          | Fitcher's Brides                                     | Tor Books                                      | [ 36 ] |
| 2003 | Jeffrey Ford           | The Portrait of Mrs. Charbuque                       | William Morrow and Company                     | [ 36 ] |
| 2003 | China Miéville         | The Scar                                             | Macmillan Publishers, Del Rey Books            | [ 36 ] |
| 2004 | Jo Walton*             | Tooth and Claw                                       | Tor Books                                      | [ 37 ] |
| 2004 | K. J. Bishop           | The Etched City                                      | Prime Books                                    | [ 37 ] |
| 2004 | Kij Johnson            | Fudoki                                               | Tor Books                                      | [ 37 ] |
| 2004 | Ian R. MacLeod         | The Light Ages                                       | Ace Books                                      | [ 37 ] |
| 2004 | Jeff VanderMeer        | Veniss Underground                                   | Prime Books                                    | [ 37 ] |
| 2005 | Susanna Clarke*        | Jonathan Strange & Mr Norrell                        | Bloomsbury Press                               | [ 38 ] |
| 2005 | China Miéville         | Iron Council                                         | Del Rey Books, Macmillan Publishers            | [ 38 ] |
| 2005 | Sean Stewart           | Perfect Circle                                       | Small Beer Press                               | [ 38 ] |
| 2005 | Stephen R. Donaldson   | The Runes of the Earth                               | Putnam Publishing Group, Victor Gollancz       | [ 38 ] |
| 2005 | Gene Wolfe             | The Wizard Knight                                    | Tor Books                                      | [ 38 ] |
| 2006 | Haruki Murakami*       | Kafka on the Shore                                   | Harvill Press, Alfred A. Knopf                 | [ 39 ] |
| 2006 | Graham Joyce           | The Limits of Enchantment                            | Victor Gollancz, Atria                         | [ 39 ] |
| 2006 | Bret Easton Ellis      | Lunar Park                                           | Alfred A. Knopf, Macmillan Publishers          | [ 39 ] |
| 2006 | Patricia A. McKillip   | Od Magic                                             | Ace Books                                      | [ 39 ] |
| 2006 | Paul Park              | A Princess of Roumania                               | Tor Books                                      | [ 39 ] |
| 2006 | Hal Duncan             | Vellum                                               | Macmillan Publishers, Del Rey Books            | [ 39 ] |
| 2007 | Gene Wolfe*            | Soldier of Sidon                                     | Tor Books                                      | [ 40 ] |
| 2007 | Scott Lynch            | The Lies of Locke Lamora                             | Victor Gollancz, Bantam Spectra                | [ 40 ] |
| 2007 | Stephen King           | Lisey's Story                                        | Charles Scribner's Sons, Hodder & Stoughton    | [ 40 ] |
| 2007 | Catherynne M. Valente  | In the Night Garden                                  | Bantam Spectra                                 | [ 40 ] |
| 2007 | Ellen Kushner          | The Privilege of the Sword                           | Bantam Spectra, Small Beer Press               | [ 40 ] |
| 2008 | Guy Gavriel Kay*       | Ysabel                                               | Viking Press, Roc Books                        | [ 41 ] |
| 2008 | John Marks             | Fangland                                             | Penguin Press                                  | [ 41 ] |
| 2008 | Will Shetterly         | The Gospel of the Knife                              | Tor Books                                      | [ 41 ] |
| 2008 | Michael Marshall Smith | The Servants                                         | Earthling Publications                         | [ 41 ] |
| 2008 | Emma Bull              | Territory                                            | Tor Books                                      | [ 41 ] |
| 2009 | Jeffrey Ford*          | The Shadow Year                                      | William Morrow and Company                     | [ 42 ] |
| 2009 | Margo Lanagan*         | Tender Morsels                                       | Allen & Unwin, Alfred A. Knopf                 | [ 42 ] |
| 2009 | Neil Gaiman            | The Graveyard Book                                   | HarperCollins, Bloomsbury Press                | [ 42 ] |
| 2009 | Kage Baker             | The House of the Stag                                | Tor Books                                      | [ 42 ] |
| 2009 | Daryl Gregory          | Pandemonium                                          | Del Rey Books                                  | [ 42 ] |
| 2010 | China Miéville*        | The City & the City                                  | Macmillan Publishers, Del Rey Books            | [ 43 ] |
| 2010 | James Enge             | Blood of Ambrose                                     | Pyr                                            | [ 43 ] |
| 2010 | Jeff VanderMeer        | Finch                                                | Underland Press                                | [ 43 ] |
| 2010 | Kit Whitfield          | In Great Waters                                      | Jonathan Cape, Del Rey Books                   | [ 43 ] |
| 2010 | Caitlín R. Kiernan     | The Red Tree                                         | Roc Books                                      | [ 43 ] |
| 2011 | Nnedi Okorafor*        | Who Fears Death                                      | DAW Books                                      | [ 44 ] |
| 2011 | N. K. Jemisin          | The Hundred Thousand Kingdoms                        | Orbit Books                                    | [ 44 ] |
| 2011 | Karen Lord             | Redemption in Indigo                                 | Small Beer Press                               | [ 44 ] |
| 2011 | Graham Joyce           | The Silent Land                                      | Victor Gollancz, Doubleday                     | [ 44 ] |
| 2011 | Guy Gavriel Kay        | Under Heaven                                         | Viking Press, Roc Books                        | [ 44 ] |
| 2011 | Lauren Beukes          | Zoo City                                             | Jacana Media, Angry Robot                      | [ 44 ] |
| 2012 | Lavie Tidhar*          | Osama                                                | DAW Books                                      | [ 45 ] |
| 2012 | Stephen King           | 11/22/63                                             | Charles Scribner's Sons                        | [ 45 ] |
| 2012 | Jo Walton              | Among Others                                         | Tor Books                                      | [ 45 ] |
| 2012 | George R. R. Martin    | A Dance with Dragons                                 | Tor Books                                      | [ 45 ] |
| 2012 | Christopher Buehlman   | Those Across the River                               | Ace Books                                      | [ 45 ] |
| 2013 | G. Willow Wilson*      | Alif the Unseen                                      | Grove, Corvus                                  | [ 46 ] |
| 2013 | N. K. Jemisin          | The Killing Moon                                     | Orbit Books                                    | [ 46 ] |
| 2013 | Graham Joyce           | Some Kind of Fairy Tale                              | Victor Gollancz                                | [ 46 ] |
| 2013 | Caitlín R. Kiernan     | The Drowning Girl                                    | Roc Books                                      | [ 46 ] |
| 2013 | Anna Tambour           | Crandolin                                            | Chomu Press                                    | [ 46 ] |
| 2014 | Sofia Samatar*         | A Stranger in Olondria                               | Small Beer Press                               | [ 47 ] |
| 2014 | Richard Bowes          | Dust Devil on a Quiet Street                         | Lethe Press                                    | [ 47 ] |
| 2014 | Marie Brennan          | A Natural History of Dragons: A Memoir by Lady Trent | Tor Books                                      | [ 47 ] |
| 2014 | Neil Gaiman            | The Ocean at the End of the Lane                     | William Morrow and Company                     | [ 47 ] |
| 2014 | Helene Wecker          | The Golem and the Jinni                              | Harper                                         | [ 47 ] |
| 2014 | Gene Wolfe             | The Land Across                                      | Tor Books                                      | [ 47 ] |
| 2015 | David Mitchell*        | The Bone Clocks                                      | Random House                                   | [ 48 ] |
| 2015 | Jeff VanderMeer        | Area X: The Southern Reach Trilogy                   | Farrar, Straus and Giroux                      | [ 48 ] |
| 2015 | Robert Jackson Bennett | City of Stairs                                       | Jo Fletcher Books                              | [ 48 ] |
| 2015 | Katherine Addison      | The Goblin Emperor                                   | Tor Books                                      | [ 48 ] |
| 2015 | Jo Walton              | My Real Children                                     | Tor Books                                      | [ 48 ] |
| 2016 | Anna Smaill*           | The Chimes                                           | Sceptre                                        | [ 49 ] |
| 2016 | N. K. Jemisin          | The Fifth Season                                     | Orbit Books                                    | [ 49 ] |
| 2016 | Naomi Novik            | Uprooted                                             | Del Rey Books                                  | [ 49 ] |
| 2016 | K. J. Parker           | Savages                                              | Subterranean Press                             | [ 49 ] |
| 2016 | Kazuo Ishiguro         | The Buried Giant                                     | Alfred A. Knopf                                | [ 49 ] |
| 2016 | Paul Tremblay          | A Head Full of Ghosts                                | William Morrow and Company                     | [ 49 ] |
| 2017 | Claire North*          | The Sudden Appearance of Hope                        | Redhook Books                                  | [ 50 ] |
| 2017 | Mishell Baker          | Borderline                                           | Saga Press                                     | [ 50 ] |
| 2017 | Matt Ruff              | Lovecraft Country                                    | Harper                                         | [ 50 ] |
| 2017 | N. K. Jemisin          | The Obelisk Gate                                     | Orbit Books                                    | [ 50 ] |
| 2017 | Betsy James            | Roadsouls                                            | Aqueduct Press                                 | [ 50 ] |
| 2018 | Victor LaValle*        | The Changeling                                       | Spiegel & Grau                                 | [ 51 ] |
| 2018 | Fonda Lee*             | Jade City                                            | Orbit Books                                    | [ 51 ] |
| 2018 | S. A. Chakraborty      | The City of Brass                                    | Harper Voyager                                 | [ 51 ] |
| 2018 | John Crowley           | Ka: Dar Oakley in the Ruin of Ymr                    | Saga Press                                     | [ 51 ] |
| 2018 | Daryl Gregory          | Spoonbenders                                         | Alfred A. Knopf                                | [ 51 ] |
| 2018 | Theodora Goss          | The Strange Case of the Alchemist's Daughter         | Saga Press                                     | [ 51 ] |
| 2019 | Dale Bailey            | In the Night Wood                                    | John Joseph Adams Books                        | [ 52 ] |
| 2019 | Maria Dahvana Headley  | The Mere Wife                                        | MCD                                            | [ 52 ] |
| 2019 | R. F. Kuang            | The Poppy War                                        | Harper Voyager                                 | [ 52 ] |
| 2019 | Rebecca Roanhorse      | Trail of Lightning                                   | Saga Press                                     | [ 52 ] |
| 2019 | C. L. Polk             | Witchmark                                            | Tor.com Publishing                             | [ 52 ] |

## Legături externe
- World Fantasy Convention official site

## Vezi și
- 1975 în științifico-fantastic

Format:World Fantasy Awards